# Sergej Popov
Sergej Popov (rusky Сергей Константинович Попов) (21. září 1930 — 25. června 1995) byl sovětský vytrvalec, vítěz maratonského běhu na Mistrovství Evropy v atletice 1958 ve Stockholmu.
Zvítězil v maratonském závodu na evropském šampionátu v roce 1958 v tehdy nejlepším světovém čase 2:15:17,6. O rok později se stal vítězem Mezinárodního maratonu míru v Košicích. V olympijském maratonu v Římě v roce 1960 skončil pátý. Svůj titul mistra Evropy neobhájil, na šampionátu v Bělehradě v roce 1962 doběhl šestý.